# Struvenhütten
Struvenhütten är en kommun och ort i Kreis Segeberg i förbundslandet Schleswig-Holstein i Tyskland.
Kommunen ingår i kommunalförbundet Amt Kisdorf tillsammans med ytterligare åtta kommuner.